# Elmwood Park (Wisconsin)
Elmwood Park è un comune degli Stati Uniti, situato in Wisconsin, nella Contea di Racine.